# Biserica Sfinții Trei Ierarhi din Filipeștii de Pădure
Biserica Sfinții Trei Ierarhi din Filipeștii de Pădure este un monument istoric aflat pe teritoriul satului Filipeștii de Pădure, comuna Filipeștii de Pădure. În Repertoriul Arheologic Național, monumentul apare cu codul 133170.01.
Construită în anul 1688 de Aga Matei Cantacuzino și soția sa Bălașa Cantacuzino, biserica are plan triconc cu turlă pe naos și un pridvor poligonal încoronat de un foișor cu largi arcade pe coloane din cărămidă. Pictura murală interioară, valoroasă, a fost realizată de zugravul Pârvu Mutu în anul 1692. Construcția a fost restaurată în anii 1985 - 1986.